# لیانا اورفی
لیانا اورفی (ایتالیایی: Liana Orfei؛ زادهٔ ۶ ژوئن ۱۹۳۷) یک هنرپیشه اهل ایتالیا است.
از فیلم‌ها یا برنامه‌های تلویزیونی که وی در آن نقش داشته است می‌توان به شیطان عاشق اشاره کرد.